# والاشسکا سنیتسه
والاشسکا سنیتسه (به چکی: Valašská Senice) یک منطقهٔ مسکونی در جمهوری چک است که در شهرستان وستین واقع شده‌است.
 والاشسکا سنیتسه ۱۶ کیلومتر مربع مساحت و ۴۹۱ نفر جمعیت دارد و ۵۴۰ متر بالاتر از سطح دریا واقع شده‌است.